# Considerando
Considerando è il secondo singolo estratto dall'album La matematica dei rami del cantautore Max Gazzè, pubblicato il 16 aprile 2021.

## Video musicale
Il videoclip del brano, diretto da Giacomo Citro e Fabio Gabbianelli, è stato pubblicato contestualmente all'uscita del singolo sul canale YouTube del cantautore. Il video vede la partecipazione della Magical Mistery Band (Fabio Rondanini, Gabriele Lazzarotti, Daniele Fiaschi, Duilio Galioto, Daniele Silvestri e Daniele "ilmafio" Tortora) ed è un omaggio ai lavoratori dello spettacolo.

## Tracce
1. Considerando – 3:32